# 휴런호

휴런호

휴런호(Lake Huron)는 북미 지역에 있는 오대호 중 하나이다. 호수 가운데에 매니툴린섬이 있어 호수를 크게 양분하고 있다. 오대호 중 면적이 2번째로 넓다.

## 개요
서쪽으로 미국의 미시간주, 북쪽과 동쪽으로 캐나다의 온타리오주와 각각 접한다. 북서에서 남동 방향으로 331km 뻗어 있으며, 최대 너비는 160km가량이다. 5만 9,000km2에 이르는 호수 표면적을 제외한 총유역면적은 13만 3,900km2이다. 세인트메리스강을 통해 슈피리어호가, 매키낵 해협을 거쳐 미시간호가, 그밖에 부근 지역을 흐르는 여러 하천들이 이 호수로 유입된다. 호수는 남단에서 세인트클레어강, 세인트클레어호, 디트로이트강 등을 통해 이리호로 흘러든다. 평균표고는 해발 176m이며, 최대 수심은 230m에 이른다. 많은 섬들이 조지언만과 노스해협 등 호수의 북동부에 집중되어 있다. 매키낵섬을 비롯한 여러 섬들은 호수의 북서부에 있는 매키낵 해협 근처에 있으며, 새기노만이 미시간주 연안 쪽으로 만입해 있다.
예로부터 제재업과 어업이 발달했으며, 호수 연안을 따라 여러 휴양지들이 줄지어 있다. 호수는 세인트로렌스 수로의 일부로 대량의 수상교역을 수용하고 있다. 가항 기간은 대체로 4월초에서 12월말까지이다. 대량의 석회석이 미시간주의 록포트와 로저스시티에서 선적된다. 그밖에 지방교역에 기여하는 주요항구는 미시간주의 시보이건·앨피나·베이시티·하버비치, 온타리오주의 콜링우드·미들랜드·티핀·포트맥니콜, 조지언만의 디포하버 등이다.

## 역사
이 호수는 오대호 중 유럽인들이 가장 먼저 발견한 호수이다.
프랑스의 탐험가 사뮈엘 드 샹플랭과 에티엔 브륄레가 1615년에 오타와강과 매터와강 유역을 탐험한 끝에 조지언만에 도달했다. 브륄레는 노스해협을 가로질러 1618년에 세인트메리스강에 이르렀다.
1638년에는 예수회 선교단이 조지언만의 남동쪽 가장자리에 있는 와이강 유역의 휴런 인디언 정착지에 포교원을 설립하고 생트마리라고 명명했다. 이 포교원은 1649년에 이로쿼이 인디언의 공격으로 파괴되었다. 그 후 프랑스인들은 북서쪽으로 근거지를 옮겨 세인트메리스 강변의 수세인트마리에 정착했다.
1671년에 프랑스의 탐험가이며 선교사인 자크 마르케트가 매키낵 해협에 있는 세인트이그너스에 포교원을 세웠다.
한편 1669년에 프랑스계 캐나다의 탐험가 루이 졸리에가 이리호를 발견하기에 앞서 카누를 타고 이 호수 하류 쪽으로 항해를 했다.
또한 라 살 공(公)인 프랑스의 탐험가 로베르 카블리에는 1679년에 나이애가라에서부터 서쪽으로 항해하여 휴런호를 횡단했다.
18세기 중엽에는 영국인들도 활발히 이 지역에 들어오기 시작해 1760년에 폰처트레인데트루아 요새(디트로이트 요새)를 탈환했으며, 1761년에는 매키낵 해협의 미실리매키낵을 점령했다. 현재의 미국-캐나다 국경은 1775~83년의 독립전쟁 후에 정해진 것이며, 1812년 전쟁 이후 공식적으로 확정되었다.
1812년 전쟁 중에 매키낵 해협을 굽어보고 있는 매키낵섬의 요새가 영국인들에게 점령당했다가 전쟁이 끝날 무렵 다시 미국의 수중으로 돌아갔다. 호수의 이름은 프랑스인들이 휴런 인디언의 이름을 따서 명명한 것이다

## 같이 보기
- 매니툴린섬